# Fidena flavipennis
Fidena flavipennis är en tvåvingeart som beskrevs av Krober 1931. Fidena flavipennis ingår i släktet Fidena och familjen bromsar. Inga underarter finns listade i Catalogue of Life.